# 부크 예레미치

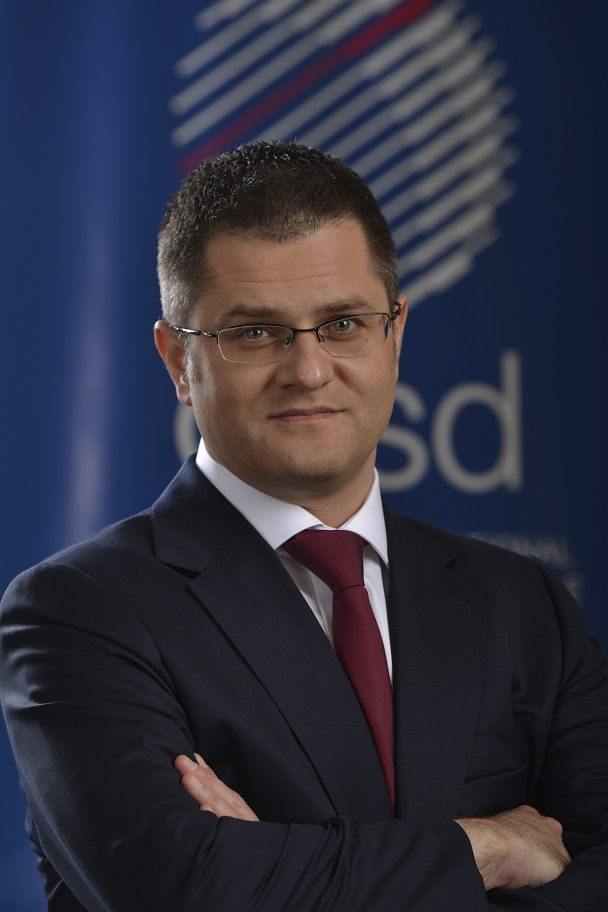
부크 예레미치

부크 예레미치(세르비아어: Вук Јеремић / Vuk Jeremić, 1975년 7월 3일 유고슬라비아 베오그라드 ~ )는 세르비아의 정치인, 외교관이다. 2000년부터 2013년까지는 민주당 소속이었지만 2013년부터 현재까지는 무소속이다.
베오그라드에서 세르비아인 아버지인 미하일로 예레미치(Mihajlo Jeremić)와 무슬림 보스니아인 어머니인 세나 예레미치(Sena Jeremić, 결혼 이전의 성(姓)은 불류바시치(Buljubašić)) 사이에서 태어났다. 그의 아버지는 1980년대에 유고슬라비아의 국영 석유 회사인 유고페트롤(Jugopetrol)의 회장을 역임했다. 그의 친할아버지인 보골류브 예레미치(Bogoljub Jeremić)는 제2차 세계 대전에서 유고슬라비아 파르티잔으로 복무한 경력을 갖고 있다.
1990년대에는 유고슬라비아 전쟁의 여파로 인해 가족들과 함께 해외로 이주했으며 1998년부터 2003년까지 영국 케임브리지 대학교, 미국 하버드 대학교에서 유학 생활을 했다. 런던 대학교 산하 임페리얼 칼리지 런던에서 수리금융학 박사 학위를 받았고 도이치은행, 아스트라제네카 런던 지점에서 근무했다.
1997년에는 세르비아 재외학생회의 공동 설립자 겸 재무 담당자를 역임했다. 슬로보단 밀로셰비치 대통령에 반대하는 입장을 표명했으며 2000년 10월에는 슬로보단 밀로셰비치 대통령이 사임하는 계기가 된 불도저 혁명에 참여했다. 2004년 2월에는 민주당 외교위원회 위원장으로 임명되었고 세르비아의 대통령을 역임한 보리스 타디치의 조언자 역할을 수행하기도 했다.
2007년 5월 15일부터 2012년 7월 27일까지 세르비아 외무부 장관을 역임하면서 세르비아 당국이 구유고슬라비아 국제형사재판소에서 전쟁 범죄 혐의로 기소된 인사들을 체포하는 데에 주도적인 역할을 했다. 2009년 12월에는 유럽 연합이 세르비아 국민에 대한 사증 발급 절차를 폐지했고 2012년 3월 1일에는 세르비아에 유럽 연합 가입 후보국 지위를 부여했다. 2012년 9월 18일부터 2013년 9월 17일까지 유엔 총회 의장을 역임했다.